# Salindres
Salindres là một xã trong vùng Occitanie. Xã Salindres nằm ở khu vực có độ cao trung bình 188 mét trên mực nước biển.